# Johann Maria Kertell

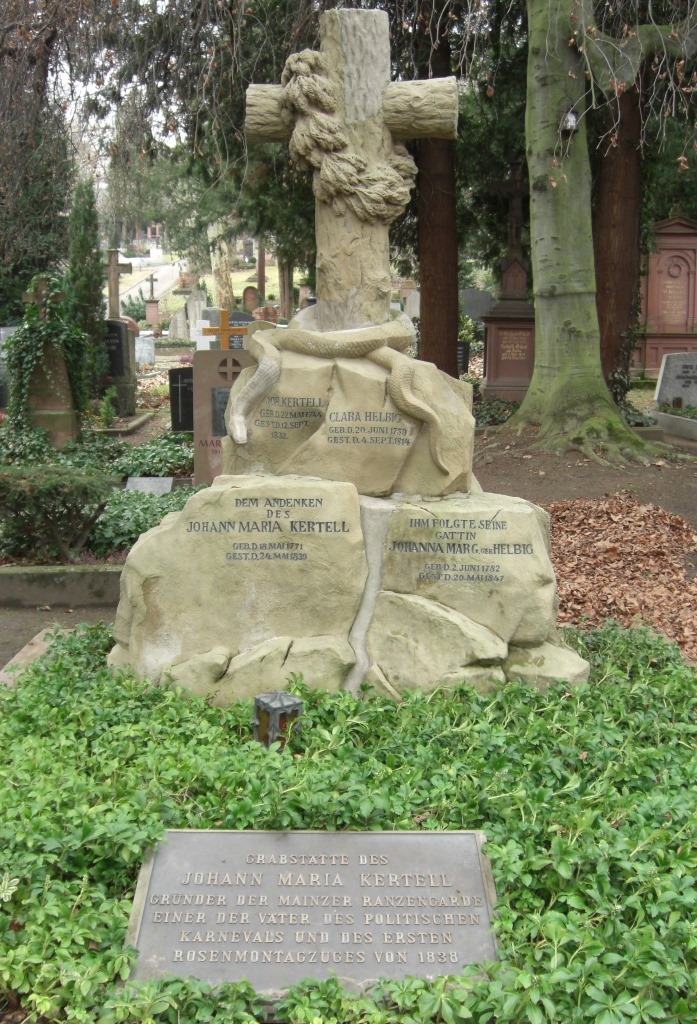
Grab von Johann Maria Kertell auf dem Hauptfriedhof in Mainz

Johann Maria Kertell (* 18. Mai 1771 in Mainz; † 24. Mai 1839) war ein deutscher Unternehmer und Politiker.

## Leben und Werk
Er war Sohn des Seifensieders Johannes Kertell und dessen Ehefrau Klara. Der Großkaufmann Kertell, war durch kaiserliches Dekret vom März 1804 als Mitglied des Stadtrates (conseil municipal) in Mainz aktiv und seit 1805 Mitglied der Handelskammer in Mainz, deren Präsident er von 1823 bis 1830 war. Er war Präsident im Komitee zum Bau der Taunus-Eisenbahn und wurde darüber hinaus von der Stadt Mainz als Abgeordneter in die zweite Kammer des Landtages im damaligen Großherzogtum Hessen entsandt.
Kertell erwarb die Königsklinger Aue, die sodann Kertellaue genannt wurde.
Kertell trat im Landtag in der politischen Opposition rheinhessischer Abgeordneter vor allem für die rheinische Gesetzgebung ein. Auch fand man bei Kertell deutliche Anklänge an die typischen Gedanken und Reformbestrebungen des vormärzlichen Liberalismus. 

## Fastnachtsaktivität
Als in den zwanziger und dreißiger Jahren des 19. Jahrhunderts eine Neuorientierung des rheinischen Karnevals stattfand, engagierte sich Kertell auch in Mainz für diese Sache. Er gründete 1837 die Mainzer Ranzengarde und wurde somit Gründer der ersten Mainzer Fastnachtsgarde überhaupt. Er war gleichzeitig ihr erster Generalfeldmarschall und Präsident.
1839 war die letzte Fastnacht unter dem Vorsitz von Kertell. Er starb am 24. Mai 1839 im Alter von 68 Jahren. Sein Tod wurde von allen Mainzer Gesellschaftsschichten als Unglück beklagt. Die Schiffe des Hafens sowie die Dampfboote des Rheins senkten ihre Flaggen. Ein großer Teil der Bürgerschaft geleitete seine sterblichen Überreste zu seiner letzten Ruhestätte auf dem Mainzer Hauptfriedhof.